# Schwarzer Schmalbock
Der Schwarze Schmalbock (Stenurella nigra, Syn.: Strangalia nigra) ist ein Käfer aus der Familie der Bockkäfer (Cerambycidae).

## Merkmale
Der etwa 8 Millimeter lange Käfer ist sehr schlank und hat einen länglich-glockenförmigen Halsschild. Die Oberseite ist völlig schwarz und glänzend. Von der Unterseite her wird aber der zumindest teilweise rot gefärbte Hinterleib sichtbar. Ausnahmsweise treten auch Exemplare mit rötlichem Halsschild auf.

## Verbreitung
Der Schwarze Schmalbock ist in Europa weit verbreitet und fehlt nur in wenigen Gegenden, wie dem nördlichen Nordeuropa. Er kommt auch in Kleinasien bis in den nördlichen Iran vor.

## Lebensweise
Die Entwicklung der Larve findet in verschiedenen Laubhölzern wie Birke und Hasel statt. Die Imagines sind von Mitte Mai bis August zu finden. Sie fliegen an sonnigen Tagen auf Waldlichtungen und besuchen vor allem die Blüten von Sträuchern wie Weißdorn und Hartriegel.